# Le Chat botté (film, 1995)
Pour les articles homonymes, voir Le Chat botté (homonymie).
Pour plus de détails, voir Fiche technique et Distribution.
Le Chat botté (en russe : Кot в сапогах) est un film d'animation russe de Garri Bardine sorti en 1995.

## Synopsis
La plaine russe probablement défoncée par la raspoutitsa. Trois des fils Karabassoff vident une bouteille de vodka tandis que le quatrième ronfle, allongé devant eux, serrant dans ses mains une autre bouteille du précieux liquide. Surgit un avion américain d'aide humanitaire qui largue de nombreux colis qui sont aussitôt récupérés par les trois frères; pour le quatrième il ne reste qu'un sac confectionné avec la bannière étoilée étiqueté Woolmark. Il en extrait un chat ! De dépit il le "balance" dans la boue mais comme il n'a rien d'autre, il finit par le récupérer. Ils se présentent et Cat lui propose de le faire émigrer aux États-Unis par voie aérienne car le chat maintenant chaussé de bottes russes se sert de sa queue pour se transformer en hélicoptère. Le jeune homme ne se fait pas prier et après avoir récupéré sa bouteille de vodka, sa balalaïka, mis une poignée de terre russe dans sa poche et essuyé une larme, s'envole pour le nouveau monde. 
En survolant la France, le couple se recouvre de givre. Voulant boire une gorgée de vodka pour se réchauffer, Karabassoff échappe sa bouteille qui tombe dans le corsage d'une aristocrate qui, dans un palais, est en train de danser . Celle-ci croyant que c'est son cavalier qui a des gestes déplacés lui envoie un soufflet : son partenaire respectant les codes de la politesse en de telles circonstances lui répond par un «Merci». Mais il faut descendre et récupérer la bouteille qui roule entre les pieds des danseurs : donc voilà nos deux héros à quatre pattes, c'est normal pour le chat, se déplaçant au ras du sol. Le jeune homme ne peut éviter de toucher les chevilles d'une danseuse et la queue du chat ne peut éviter de s'égarer quelque part ailleurs ce qui provoque un deuxième puis un troisième soufflet, un deuxième puis un troisième merci. Devant cette agitation la statue de Vénus est tellement ébranlée que les bras lui en tombent. C'est un scandale : les deux intrus doivent s'enfuir poursuivis par tous ces élégants et ces élégantes. Cependant lorsque la porte du château se referme derrière les fuyards, elle coupe la queue du Chat botté. Les poursuivis trouvent refuge dans une cave d'où, par le soupirail ils peuvent voir les chiens que l'on a lancés à leurs trousses. Que faire maintenant qu'ils ne peuvent plus rejoindre l'Amérique, Cat ayant perdu sa queue; ils peuvent boire, chanter en s'accompagnant à la balalaïka. C'est ce qu'ils font.
Mais voilà qu'un carrosse s'arrête devant la maison. Karabassoff voit qu'une jeune personne ouvre la portière, tend la jambe, soulève sa robe et refait le nœud du ruban qui entoure une de ses chevilles. Devant une scène aussi admirable, le jeune homme en oublie de manger son saucisson, ce que Cat n'oublie pas. L'attelage repart et aussitôt le jeune homme demande au Chat botté de lui faire rencontrer la propriétaire du pied et de la cheville. Cat, toujours aussi imaginatif, lui demande de se déshabiller et de se jeter à l'eau près de l'endroit où les passagers du carrosse, le roi et une princesse, se sont arrêtés pour pêcher. Poussé à l'eau, Karabassoff, ne sachant pas nager, appelle au secours pour ne pas se noyer. Le roi alarmé envoie deux hallebardiers qui repêchent le malheureux. La princesse se refuse le plaisir de regarder davantage les attributs du jeune homme, mais lorsqu'on le rhabille avec de riches vêtements, il peut s'installer dans la voiture à côté d'elle, ce qui va lui permettre de progresser dans la conquête de la jeune fille. Pendant ce temps, le Chat botté prépare la visite du roi et la promotion de son maître : il enjoint aux animaux qui se trouvent sur le passage du cortège royal de déclarer ou de répondre qu'ils appartiennent au marquis Karabassoff. «Oh là là !» s'exclame le roi, étonné par l'étendue des richesses que possède son hôte. 
Pendant ce temps, Cat arrive au château de l'ogre «Her Kaputt», qui s'est fait préparer une soupe où mijotent des Français, alors que dans son assiette il en a déjà un, arrosé de sauce tomate. Comme dans l'histoire originale, le Chat botté met l'anthropophage au défi de se transformer en un sujet plus petit. Ne résistant pas à sa vanité, l'ogre se change en souris. Cat, ne résistant pas à son appétit, n'en fait qu'une bouchée. Les Français, soulagés de ne pas avoir à terminer leur vie dans l'assiette de Her Kaputt, chantent La Marseillaise. Et ainsi Karabassoff peut accueillir le roi et la princesse dans ce château qui, dorénavant, privé de son propriétaire, peut être le sien.

## Fiche technique
- Titre original : Кот в сапогах
- Titre français : Le Chat botté
- Réalisation : Garri Bardine
- Scénario : Garri Bardine d'après Charles Perrault
- Musique : arrangements de Sergueï Mikhaïlovitch Anachkine (ru) servis par l'orchestre symphonique d'état pour le cinéma dirigé par Sergueï Ivanovitch Skripka (ru)
- Direction artistique : Arkadi Melik-Sarkissian
- Animation : Natalia Fedosova, Lidia Ivanovna Maïatnikova, Irina Lvovna Sobinova-Kassil (ru)
- Artistes: À la création de marionnettes et de décors : Natalia Barkovskaïa, Lioubov Doronina, S. Gorb, N. Iounoussov, V. Kaplan, Viktor Koriabkine, Iouri Lakhov, Nina Moleva, O. Nelkioukova, Nikolaï Aleksandrovitch  Zakliakov[1], L. Samodourova au coloriage puis Vladimir Maslov en tant qu'artiste et E. Vinagradova à la direction de l'équipe
- Photographie : Aleksandr Grigorievitch Dvigoubski
- Son : Vladimir Vladimirovitch Vinogradov (ru), Vadim Kouznetsov
- Montage : Irina Lvovna Sobinova-Kassil et Galina Filatova
- Production : Garri Bardine
- Sociétés de production : Stayer, Roskomkino
- Pays de production :  Russie
- Langue originale : russe puis allemand, anglais et français
- Format : couleur - Dolby (Dolby stereo)
- Durée : 27 minutes
- Date de sortie : 1995

## Distribution

### Voix originales
- Konstantin Raïkine : Karabassoff
- Konstantine Smirnov : le roi
- Rogvold Vassilievitch Soukhoverko (ru) : Her Kaputt
- Alekseï Evguenievitch Stytchkine : le Chat botté
- Anna Vladimirovna Tabanina (ru) : la princesse

## Distinctions
- août 1996 : Festival international du film d'animation d'Hiroshima : prix du jury
- novembre 1996 : Festival international du dessin animé, CINANIMA, d'Espinho : prix du jury
- novembre 1996 : Festival du cinéma international en Abitibi-Témiscamingue : Prix Animé TVA 1997.

## Autour du film
- Les personnages s'expriment en allemand pour Her Kaputt, en anglais pour le Chat botté, en français pour les aristocrates, en russe pour Karabassoff et ses trois frères.

- Tout au long du film, avec des arrangements musicaux par Sergueï Mikhaïlovitch Anachkine, on peut reconnaître des extraits de Colonel Bogey March de Kenneth J. Alford (en) lors du passage de l'avion, Le Vol du bourdon de Nikolaï Rimski-Korsakov lorsque le chat pas encore botté se transforme en hélicoptère, Le Cygne de Camille Saint-Saëns lors du voyage dans les airs, le Quintette à cordes opus 11 n°5 de Luigi Boccherini sur lequel des aristocrates français dansent le menuet, la romance de Nemorino tirée de l'opéra L'elisir d'amore de Gaetano Donizetti lorsque le Chat botté et son maître observent par le soupirail les pieds de la princesse qui descend du carrosse, Une petite musique de nuit et la Symphonie n° 40 de Wolfgang Amadeus Mozart pour les séquences du voyage en carrosse et lorsque le Chat botté se baigne, la Toccata et fugue en ré mineur de Jean-Sébastien Bach pour l'arrivée chez Her Kaputt, le prélude à l'acte III de l'opéra Lohengrin de Richard Wagner pendant que l'ogre «bouffe» ses victimes. À tout cela s'ajoutent divers morceaux dont certains sont joués à la balalaïka, des chansons et le chœur des Français qui chantent La Marseillaise.

- La chute est très différente de celle du conte de Charles Perrault. Dans l'œuvre originale la débrouillardise du Chat permet à celui-ci de devenir un grand seigneur tandis que son maître devenu marquis de Carabas, épouse la princesse.

- Critique du film par Michel Doussot [2]

- Le site Kinoglaz consacre une page à ce film avec des photographies qui permettent de se faire une idée des personnages réalisés en pâte à modeler [3]

- Une partie des renseignements a été recopiée à partir du générique du film diffusé sur Arte

- Le film a été projeté le jeudi 25 février 2010 lors du festival russe au Toursky à Marseille